# Gerard van Swieten
Gerard van Swieten, född 7 maj 1700 i Leiden, död 18 juni 1772 i Schönbrunn, var en nederländsk läkare.
Swieten var lärjunge till Herman Boerhaave och blev medicine doktor 1725. Han fick 1736 rättighet att som docent bedriva medicinsk undervisning i Leiden, men förlorade åter denna på grund av att han var katolik. År 1745 kallades han av kejsarinnan Maria Teresia av Österrike till Wien som hennes förste livmedikus, blev kort därpå inspektör över den medicinska undervisningen i Österrike och inrättade i Wien en medicinsk skola, som snart tillvann sig mycket stort anseende. Bland hans skrifter märks främst Commentarii in Boerhaavii aphorismos de cognoscendis et curandis morbis (fem band, 1741-72, ny upplaga 1790). Han invaldes som utländsk ledamot av Vetenskapsakademien i Stockholm 1747 (inträde 1751).